# 結木さくら
結木 さくら（ゆうき さくら、1994年1月20日 - ）は、日本の元タレント、元女優、元アイドル。2015年から2022年の間活動していた。

## 来歴・人物
- 青山学院大学卒業。

- 高校時代は生徒会長を務めた。

- 男装アイドルグループ風男塾の桜司爽太郎(おうじそうたろう)としても活動していた。メンバーカラーは桜（桃）色。

- 風男塾加入前は舞台中心に活動していた。
- 加入前から風男塾のライブに行っていた。

- 性格は真面目で優しく、物怖じせず思いつきで行動するタイプ。しかし、直感的すぎておっちょこちょいで電波系な部分もある。

- 大好物はラーメンで、最低でも週3回は食べに行くほど。特技はソフトボール。

## 経歴
2018年
- 3月24日、弘前城ミス桜コンテストに出場。第34代ミス桜グランプリに輝く[1]。

2019年
- 1月1日、風男塾の21stシングル「ツバメ」のMVに香月大弥と共に謎の人物として出演。
- 1月9日、「桜司 爽太郎」（おうじ そうたろう）として風男塾に加入。
- 2月11日、中野サンプラザホールで行われた、瀬斗光黄の卒業公演『風男塾 LIVE 2019 〜SMILE〜 』てライブデビュー。
- 2月13日、芸名を「東 さくら」（あずま さくら）として、ケイダッシュステージに所属したことを報告した[2]。
- 6月19日、 Dash&Daaash!!でCDデビュー。

2020年
- 1月19日、自身初のファンミーティングを開催[3]。
- 4月4日、風男塾公式Twitterにて、俳優・タレント業に専念するため、同日付で風男塾を卒業することを発表した。[4][5]
- 4月6日、ケイダッシュステージを退社した。
- 7月8日、Twitterを約2ヶ月ぶりに更新。今後は芸名を「さくら」に変更し、女優・タレントを中心に活動をしていくことを報告した[6]。
- 11月10日、自身のTwitterにて株式会社M-SMILEに所属すること、そして芸名を「さくら」から「結木 さくら」（ゆうき さくら）に変更することを報告した。[7]。

2022年
- 1月10日、自身のファンクラブで、同月11日に自身のTwitterにて、同年3月末で芸能界を引退することを報告した。また、ファンクラブも3月末で終了することを報告した。
- 3月5日、MsmileBOXにて自身芸能活動最期のイベント「結木さくら ラストイベント」を開催した。
- 3月9日、自身のTwitterにファンへの最後のメッセージをツイートし、芸能活動引退をした。(投稿されたものは削除済み)

## 出演

### イベント
ファンミーティング
2020年
- 『東さくらファンミーティング』（1月19日、会場:渋谷ユーロライブ）

2021年
- 『桜が散ってもさくらは散らないよん中トロが世界を救う〜渋谷ユーロライブで、僕と握手！〜』（4月17日、会場:渋谷ユーロライブ）
- 『れいとさくらの1日じゃ全然足りない!!ニンニク注射よりも疲労回復できるよ。あちち』（6月19日、会場:門前仲町COFFICE）
  - 藤田怜との合同イベント

2022年
- 『逢えましておめでとう Message6〜れいさくとみんな逢えましてありがとう♡〜』(2月23日、会場:THE SHOJIMARU)
  - ゲスト出演
- 『結木さくら ラストイベント』(3月5日、会場:MsmileBOX)
  - 芸能活動最後のイベント

### 舞台
2015年
- ざ☆くりもん『猫忠臣蔵』（1月4日 - 1月11日、会場:シアターグリーンBOX in BOX THEATER）高松役
- ざ☆くりもん『晒場慕情〜恋慕の木遣り唄〜』（5月12日 - 5月17日、会場:シアターグリーン BASE THEATER）Aグループ・もも役
- ざ☆くりもん『振袖大火』（7月15日 - 7月19日、会場:シアターグリーン BIG TREE THEATER）みくに役
- 杉浦タカオ主宰『STEP  pleasant  party night‼︎‼︎ vol.5 「クロックミュージアム〜5つの音楽、5つの物語〜』（11月20日 - 11月23日、会場:南青山 Future SEVEN）Story4 主演　晴海葵役

2016年
- ざ☆くりもん『人情寄場』（1月5日 - 1月11日、会場:シアターグリーン BASE THEATER）まっしろ役
- img Pre1『明日の卒業生たち』（4月24日 - 5月1日、会場:SPACE雑遊）サユキ役
- 杉浦タカオ主宰『STEP vol.6 「SANZ」』（8月17日 - 8月21日、会場:新宿村LIVE）マリー役
- ラビット番長『天召し〜テンメシ〜(2016)』（9月15日 - 9月18日、会場:シアターグリーンBOX in BOX THEATER）A日程 貴子役
- img×ナナシノ()コラボ企画『綻び踏んで笑えたら』（10月14日 - 10月23日、会場:中野HOPE）リョウコ役
- 劇団八幡山ほしがりシスターズ『ギャグマシーン3号』（11月11日 - 11月12日、会場:阿佐ヶ谷アートスペースプロット）アナウンサー役
- 座ピカロ『ピカロ〜過ぎ去りしコトへのレクイエム〜』（12月21日 - 12月25日、会場:北とぴあ ペガサスホール）トモコ役

2017年
- img Pre2『放課後に星はみえるか』（2月15日 - 2月20日、会場:中野・テアトルBONBON）主演　太刀川陽愛役
- 杉浦タカオ主宰『STEP vol.7 「FATALIZM」』（8月2日 - 8月7日、会場:銀座博品館劇場）Ep.3「Last  moment」テン役

2020年
- LIVEDOG GIRLS『LOCKDOWN』（8月22日 - 8月30日、会場:新宿村LIVE）Teamガムテ 本郷マナミ役
- キミに贈る朗読会『サトラレ〜the reading〜』（12月12日 - 12月13日、会場:MsmileBOX 渋谷）

2021年
- キミに贈る朗読会『サトラレ〜the reading〜』（2月13日 - 2月14日、会場:MsmileBOX 渋谷）
- 舞台『ハッピーハードラック』（3月24日 - 3月28日、会場:シアターグリーン BIG TREE THEATER） 川村役
- キミに贈る朗読会『サトラレ〜the reading〜』（4月10日 - 4月11日、会場:MsmileBOX 渋谷[8]）
- 『遠慮ガチナ殺人鬼』（6月9日 - 6月14日、会場:シアターグリーン BIG TREE THEATER）　織川千夏役
- キミに贈る朗読会『サトラレ〜the reading〜』（8月28日 - 8月29日、会場:MsmileBOX 渋谷）
- キミに贈る朗読会『サトラレ〜the reading〜』（11月20日 - 11月21日、会場:MsmileBOX 渋谷）

### 映画
2021年
- 『砂のフォトグラフ』（オデッサ・エンタテインメント） 藤江れいなとのダブル主演

### ラジオ
- アクターズ・ブラボー！（2016年 - 2017年、レインボータウンFM）パーソナリティ
- マルベル放送局♪（レインボータウンFM）パーソナリティ

### 雑誌
- TiaraGirl専属モデル

### WEB CM
- 株式会社コンシス

## 脚引
1. ↑  「弘前城ミス桜コンテスト　グランプリは24歳の舞台女優」『弘前経済新聞』2018年3月24日。2024年2月9日閲覧。
2. ↑  東さくら (2019年2月13日). “【応援してくださる皆様へ】”. Instagram. 2020年1月9日閲覧。
3. ↑  東さくら (2019年12月20日). “🌸お知らせ🌸”. Twitter. 2020年1月9日閲覧。
4. ↑  風男塾 (2020年4月4日). “『桜司爽太郎、香月大弥　卒業のお知らせ』”. Twitter. 2020年4月4日閲覧。
5. ↑  桜司爽太郎 (2020年4月4日). “ファンの皆様へ”. Twitter. 2020年4月4日閲覧。
6. ↑  さくら (2020年7月8日). “応援してくださる皆様へ”. Twitter. 2020年7月8日閲覧。
7. ↑  結木さくら (2020年11月10日). “【ご報告】”. Twitter. 2020年11月10日閲覧。
8. ↑  “#キミに贈る朗読会「#サトラレ ～the reading～」全公演無事に終了しました‼ ご来場、ご視聴頂き誠にありがとうございました‼次回公演でまたお会いしましょう✨”. 2025年4月24日閲覧。